# Gill Sans

Muster der Gill Sans

Schriftschnitte der Schriftart Gill Sans

BBC-Logo

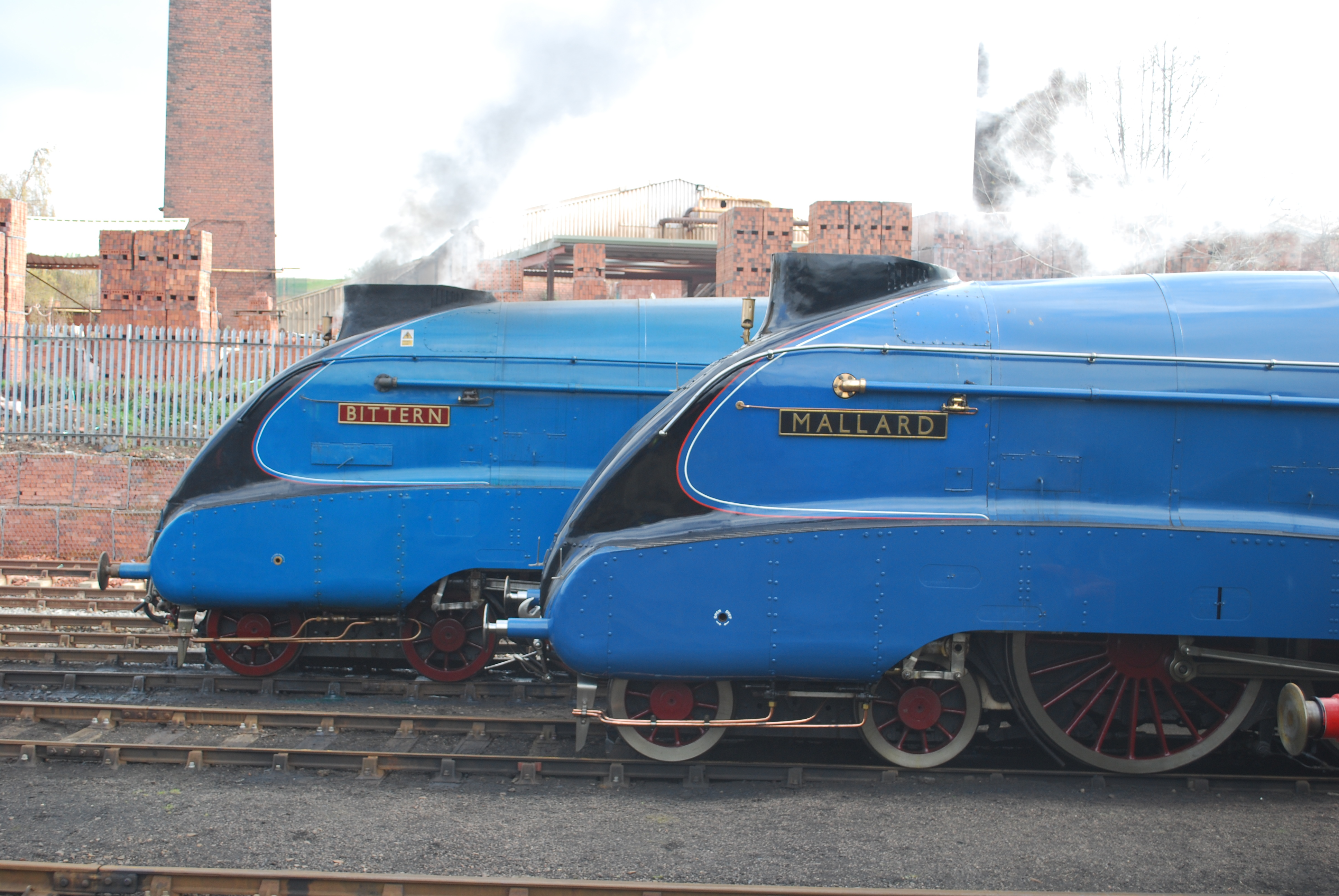
Stromliniendampfloks der LNER mit Namensschildern in Gill Sans

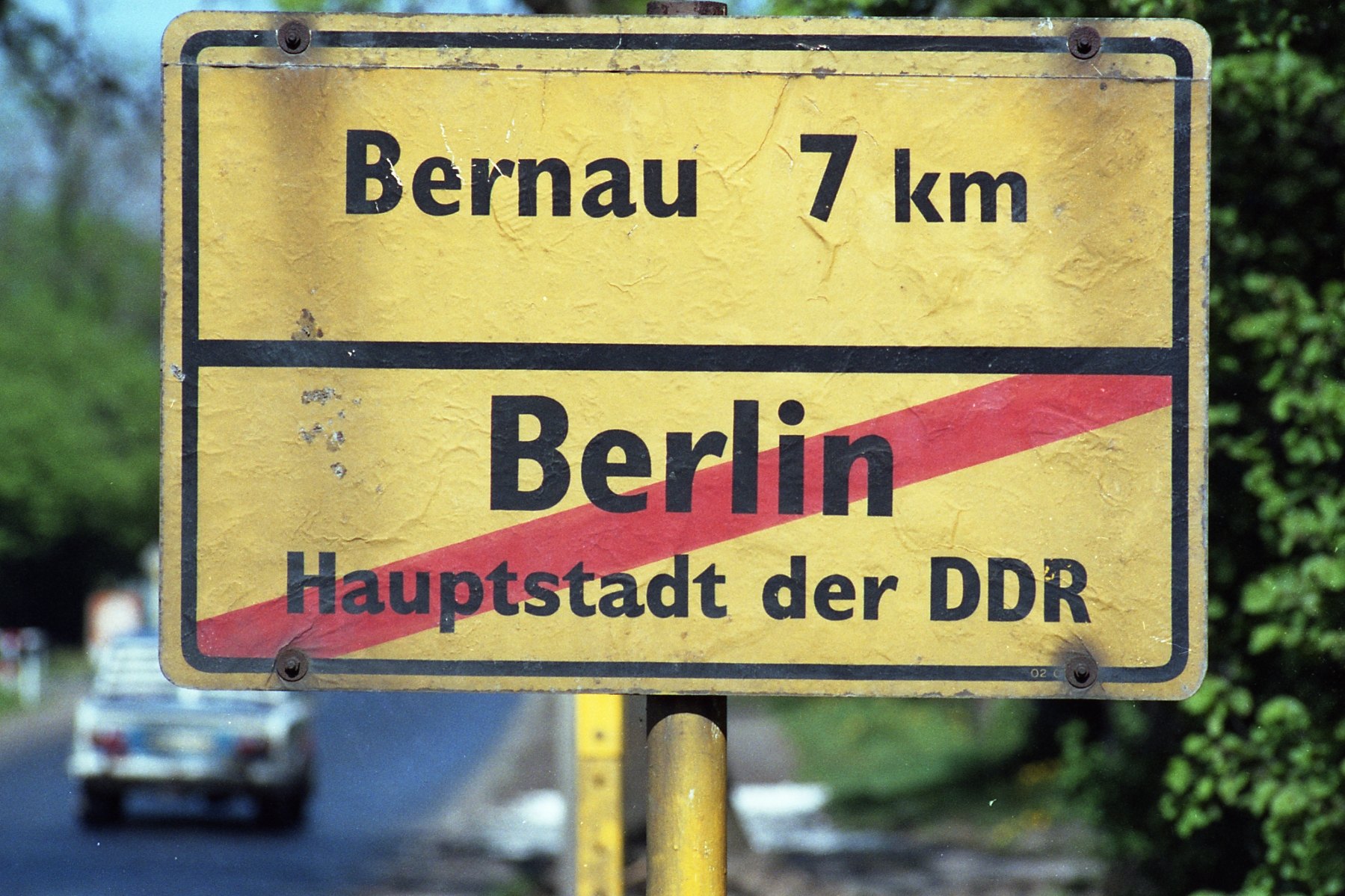
Gill Sans Bold Condensed auf einem Ortsschild (DDR 1978 bis 1990)

Die Schriftart Gill Sans (Aussprache: [ɡɪɫ]) ist eine serifenlose Linear-Antiqua, die von Eric Gill zwischen 1928 und 1930 entworfen wurde.

## Entstehung
Gill Sans basiert auf Edward Johnstons (von Gill mitgestalteter) Schriftart Johnston Sans und wird wegen ihrer ruhigen Eleganz und ihrer vielseitigen Verwendbarkeit geschätzt. Eine weitere Besonderheit der Schrift ist der leichte geometrische Touch. Die Buchstabenformen und Proportionen bauen auf Renaissance-Antiqua auf.

## Merkmale
Eine Besonderheit ist, dass die 32 verschiedenen Schriftschnitte nicht systematisch aufeinander aufbauen, sondern jeweils einen eigenen Charakter haben. Kursivschriften, bei denen wie bei den Kursiven der Antiqua-Schriften einige Buchstaben handschriftähnliche Formen aufweisen, gibt es nur zu den Schriftschnitten Light und Regular. Der Ultra-Bold-Schnitt unterscheidet sich vom Rest der Familie in Details wie einem K mit Bögen statt Diagonalen, einem a ohne Abstrich oder einem dreistöckigen statt zweistöckigen g. Eric Gill zeichnete diesen Schnitt erst 1932, woraufhin er 1936 von Monotype herausgegeben wurde. Eric Gill nannte den Entwurf erst Double Elefans. Er wurde dann aber zunächst als Kayo, abgeleitet vom K. o. dem Knockout im Boxen, veröffentlicht und später als Gill Sans Ultra Bold (Serie 442) bekannt. Letraset fügte dem Ultra-Bold-Gewicht 1980 einen Condensed-Schnitt hinzu. In digitaler Form ist er heute als Gill Kayo Condensed von der  International Typeface Corporation (ITC) und als Gill Sans Condensed UltraBold von Monotype erhältlich.

## Anwendungsgeschichte
Bekannt wurde sie durch die Verwendung bei der London and North Eastern Railway und später bei der British Rail.
In der Deutschen Demokratischen Republik (DDR) wurde 1978 mit Einführung der 1977 verabschiedeten Straßenverkehrs-Ordnung und der die Ausgestaltung von Verkehrszeichen regelnden TGL 12096/01 eine abgewandelte Form der Gill Sans im fetten Schriftschnitt für Verkehrszeichen und Wegweiser verordnet. Die Gill ersetzte damit die 1963 in der DDR verbindlich gewordene Schrift nach TGL 0-1451. Diese Schrift fußte mit leichten Abweichungen direkt auf dem Vorkriegsstandard der DIN 1451. Die Einführung der Gill Sans galt auch für die auf Autobahnen anzubringenden Wegweiser und sonstigen Verkehrszeichen; allerdings wurde die Autobahnbeschilderung nur verhältnismäßig langsam umgestellt (vorrangig beim Austausch von beschädigten Schildern und auf Neubaustrecken), weshalb die alte Schrift nach TGL 0-1451 auf vielen Autobahnabschnitten der Deutschen Demokratischen Republik bis 1990 dominant blieb.
Durch die Auslieferung von Gill Sans mit dem Betriebssystem Mac OS X fand die Schriftart Eingang in zahlreiche Publikationen.
Von 1997 bis 2018 wurde die Gill Sans bei der BBC als Schriftart für ihr Firmenlogo und in den Logos einzelner Sendungen verwendet. Auch der Fernsehsender 3sat verwendete zwischen 1993 und 2019 diese Schriftart im Logo, in On-Air-Elementen wie Sendungstiteln und in schriftlichen Publikationen.
Im Jahr 2000 wurden die griechischen Buchstaben von Hector Charalambous und Panayiotis Haratzopoulos mit Erlaubnis des Rechte-Inhabers Monotype überarbeitet und für das Corporate Design der Olympischen Spiele 2004 verwendet. Seither ist diese Version als Gill Sans Hellenic auch kommerziell erhältlich.